# Girokomío (Athènes)
Girokomío, en grec moderne : Γηροκομείο, littéralement en français : maison de retraite, est un quartier d'Athènes  en Grèce. Il est situé le long de l'avenue Kifissías, à côté de la maison de retraite d'Athènes. Elle est limitrophe des quartiers de Néa Filothéi, d'Ambelókipi, d'Ellinoróson et la localité de Paleó Psychikó.
Le quartier est nommé ainsi en raison de l'existence (depuis le début des années 1930) de la fondation de la maison de retraite, offerte par Eftásios Lámpsas (el) et Palmýra Lámpsa. 